# Histoire des Juifs en Suède

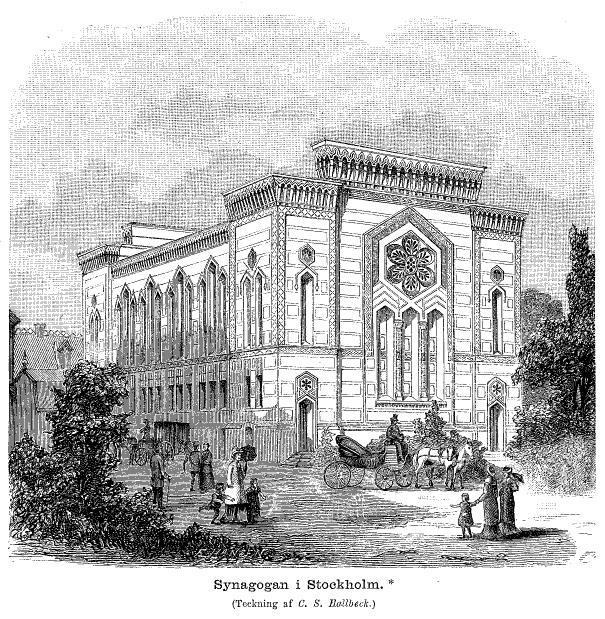
La Grande Synagogue de Stockholm - construite de 1867 à 1870 - dans une vue d'époque.

La communauté juive de Suède, née à la fin du XVIIIe siècle, compte dans les années 2010 15 000 personnes environ. Longtemps à l'abri de l'antisémitisme, cette communauté doit faire face au retour ponctuel de manifestations d'hostilité, comme à Malmö en 2009.

## Les débuts de la communauté juive en Suède

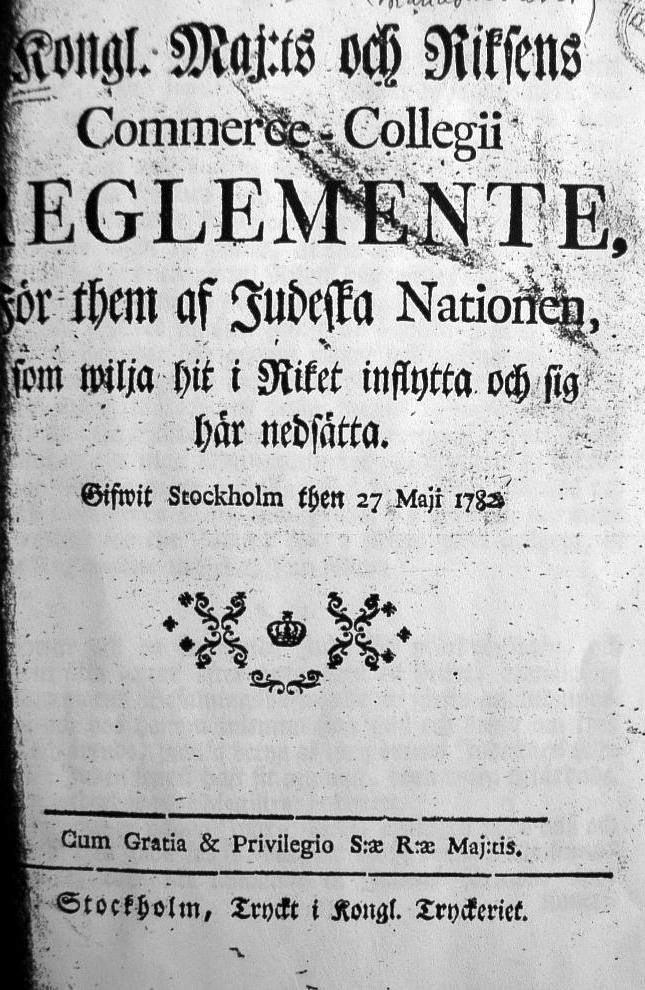
Statuts de la « Nation juive » en Suède (1782)

Dès la fin du XVIIe siècle, des marchands juifs fréquentent les ports suédois mais ne sont pas autorisés à s'y établir.  
À partir du règne de Charles XII, des marchands juifs, qui gèrent la paie de ses armées, obtiennent le droit de s'installer en Suède sans abjurer leur religion, droit limité à de petites villes ou à la campagne. Après la mort de Charles XII en 1718, ces marchands financent à plusieurs reprises la maison royale et insistent pour obtenir en échange de meilleurs droits pour leurs coreligionnaires. Huit Juifs vivent à Stockholm jusqu'en 1734. Un aïeul du futur Juste parmi les Nations, Raoul Wallenberg, est un Juif du nom de Michael Benedicks qui émigre en Suède en 1780, en devant se convertir au christianisme,.
Le premier Juif à obtenir en 1774 le droit de s'établir en Suède sans se convertir est Aron Isak (en), un graveur de sceaux et mercier venu de Poméranie.
Le premier minyan est établi à Stockholm en 1775 et la première communauté disposant d'une synagogue s'installe entre 1775 et 1779 dans le port franc de l'île de Marstrand, non loin de Göteborg,.
En 1782, la loi (Judereglemente) autorise les Juifs à s'établir en Suède, dans les villes de Stockholm, Göteborg et Norrköping, sans pour autant qu'ils aient l'obligation de se convertir. À la fin du XVIIIe siècle, les Juifs peuvent avoir leur cimetière à Stockholm et construire des synagogues. La communauté juive se limite cependant aux villes de Stockholm, Göteborg, Norrköping, Karlskrona et Marstrand jusque dans les années 1860.
En 1838, le roi Charles XIV accorde aux Juifs la liberté d'installation puis la plupart des droits civils. Dans les années 1840, ils obtiennent le droit de mariage avec des non-juifs. Il faut cependant attendre 1951 pour que la dernière restriction aux droits des Juifs disparaisse, à savoir le droit de se présenter à des fonctions politiques.
L'apport d'émigrés venant de Russie et de Pologne permet à la population juive de s'accroître quelque peu. On compte ainsi près de 6 500 Juifs dans les années 1920.

## Dans les années 1930
Dans les années 1930, la population juive de Suède comprend environ 7 000 personnes. Les persécutions nazies poussent de nombreux Juifs allemands à chercher refuge en Suède mais le gouvernement tente de freiner l’arrivée des réfugiés en multipliant la paperasserie administrative. La crainte d'une émigration juive importante est à l'origine de manifestations étudiantes anti-juives dans les universités d'Uppsala et Lund en 1938. Pourtant seulement 3 000 Juifs ont eu l'autorisation de s'installer en Suède dans les années trente. 
Le début de la guerre ne change rien à la « politique de restriction » à l'égard des Juifs.

## La Seconde Guerre mondiale
Lorsque les Allemands s'en prennent aux Juifs de Norvège, la Suède change d'attitude et accepte désormais de recevoir les Juifs fuyant le nazisme.  Ainsi 900 Juifs norvégiens sont autorisés à émigrer en Suède.

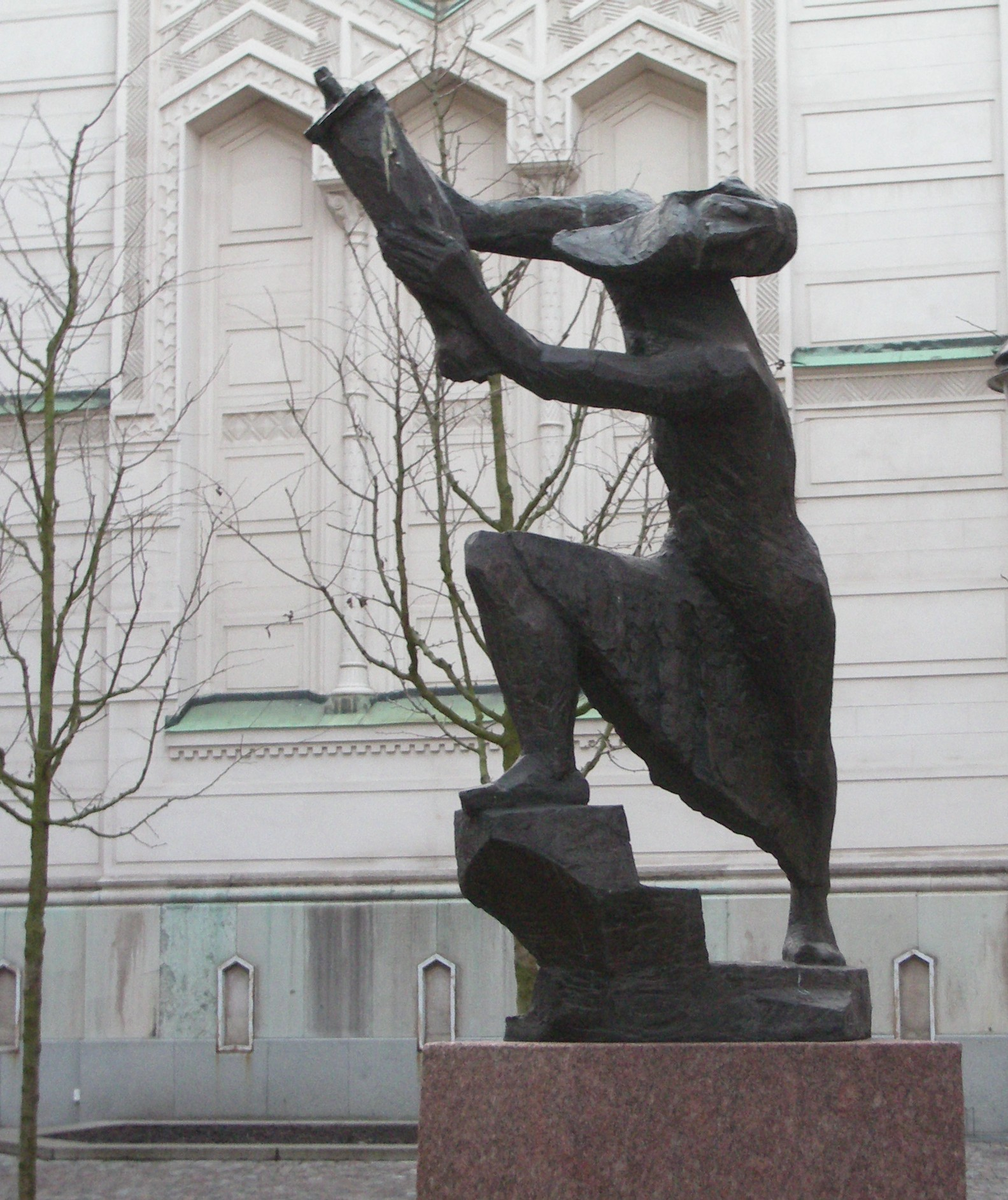
Le Vol avec la Torah de Willy Gordon (1918-2003), bronze sis à l'extérieur de la Grande Synagogue de Stockholm.

En octobre 1943, les Juifs du Danemark étant à leur tour menacés sont accueillis en Suède sans réserve. Plus de 8 000 Juifs trouvent ainsi refuge dans le pays.

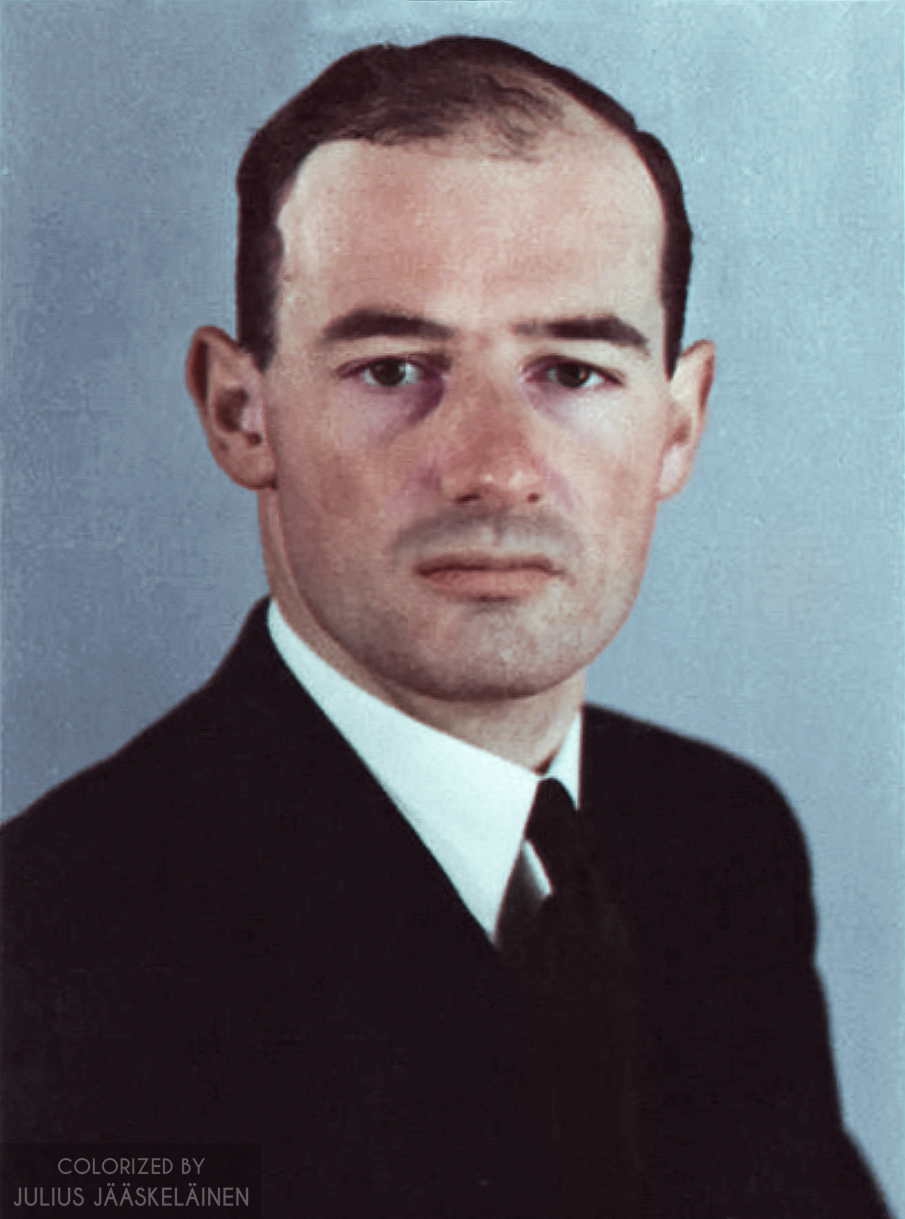
Raoul Wallenberg, Juste parmi les Nations

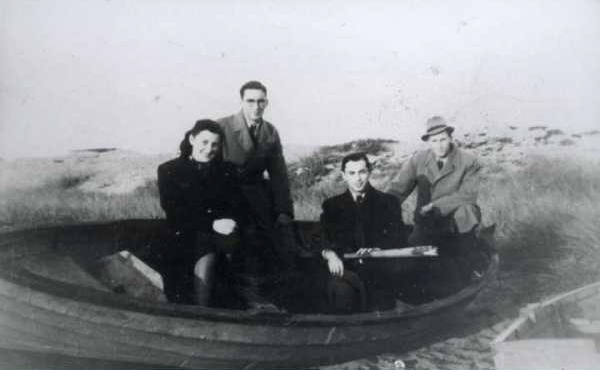
Juifs danois arrivant en Suède (octobre 1943)

En 1944, les actions humanitaires de la Suède s'accentuent. Le diplomate Raoul Wallenberg multiplie les initiatives pour sauver les Juifs hongrois. D'autres diplomates comme Per Anger en poste dans les pays neutres s'attachent aussi à arracher les Juifs à la mort.
Au printemps 1945, la Croix-Rouge suédoise dirigée par Folke Bernadotte monte l'opération "bus blancs". Elle permet de sauver 20 000 prisonniers de camps de concentration. Le nombre de Juifs sauvés reste indéterminé. Il semble que cette action ait surtout bénéficié aux prisonniers scandinaves.

## Depuis 1945

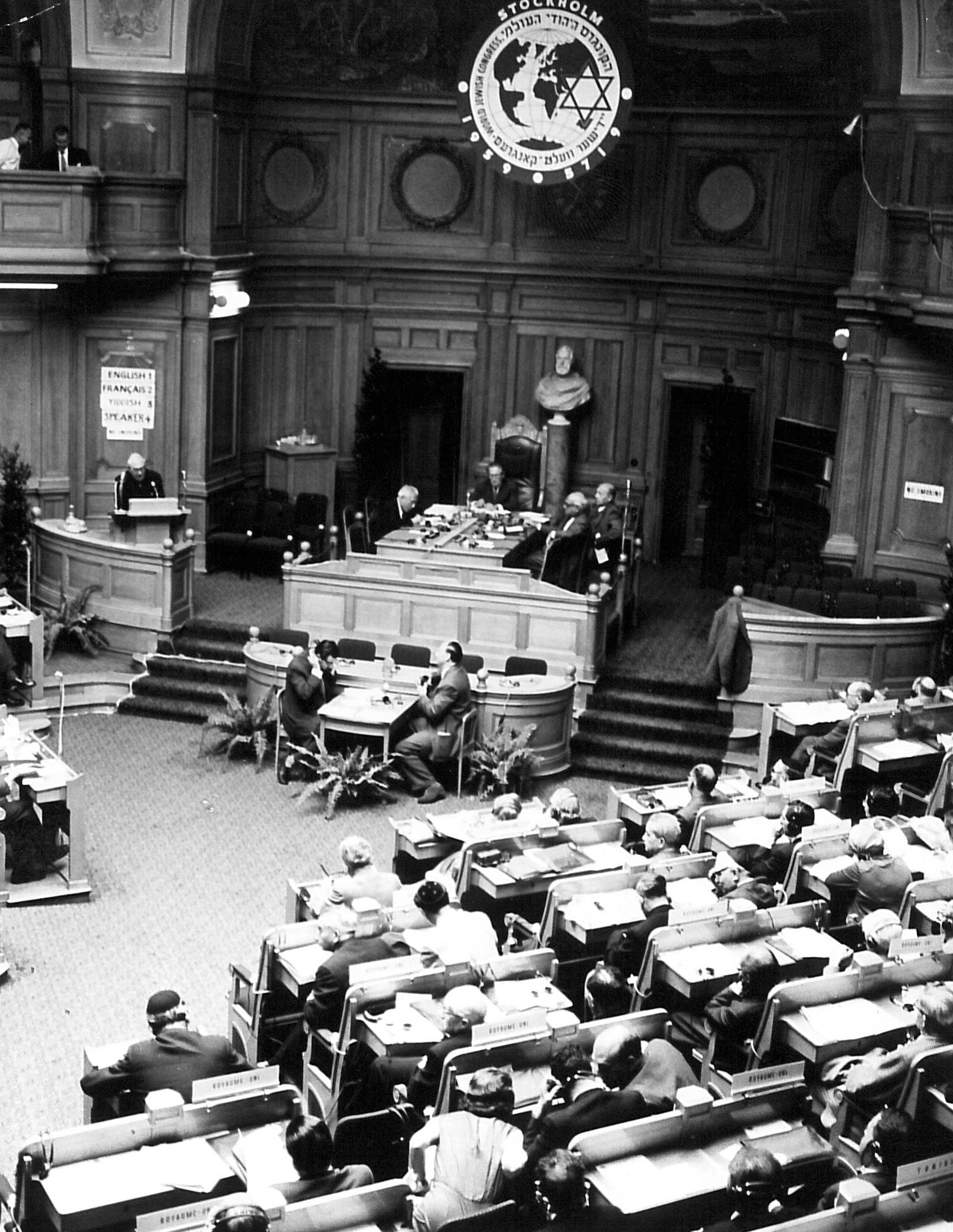
Congrès juif mondial (1959)

À la fin de la guerre, des dizaines de milliers de réfugiés juifs venant de Finlande et des États baltes principalement arrivent en Suède. Au bout de quelque temps, la plupart ont émigré aux États-Unis, en Australie ou en Israël.
En 1956, des centaines de Juifs hongrois fuyant la répression communiste sont accueillis dans le pays. En 1968, c'est au tour de milliers des Juifs tchèques et polonais d'y trouver asile,. La population juive double entre 1945 et 1970.
En 1959, le Congrès juif mondial se tient à Stockholm.

### Antisémitisme
La lutte contre l'antisémitisme a été une préoccupation du gouvernement suédois depuis la fin de la guerre. Dans les années 1950, l'incitation à la haine raciale est interdite. En 1994, le racisme devient même une circonstance aggravante pour les crimes commis. Le port de symboles nazis en public est prohibé.
En 2009 des incidents antisémites ont lieu à Malmö. L'attitude du maire, Ilmar Reepalu, est mise en cause. Il est accusé d'attiser les tensions entre la communauté musulmane (15 % de la population), et la communauté juive de la ville par hostilité envers la politique israélienne vis-à-vis des Palestiniens. Ces incidents ont provoqué le départ de familles juives vers Stockholm, le Royaume-Uni ou Israël. Les incidents ont été jugés assez graves et durables pour qu'en 2012 l'envoyée spéciale du département d’État américain se rende à Malmö et condamne les propos antisémites du maire.
Le malaise des Juifs de Suède s’accroît avec la reconnaissance de l'État de Palestine par le gouvernement suédois le 30 octobre 2014 puis lorsque la ministre des Affaires étrangères suédoise Margot Wallström suggère que la motivation derrière les attaques terroristes de novembre 2015 à Paris découlaient de la « frustration des Palestiniens » puis encore quand elle qualifie la réponse d’Israël à la vague de violence israélo-palestinienne de l'automne 2015 de « disproportionnée ».
Dans les années 2010, la population juive compte entre 15 000 et 18 000 personnes qui vivent principalement dans les grandes villes et surtout à Stockholm.
Sur les 12 000 Juifs vivant dans le grand Stockholm, 4 000 sont membres de la Communauté juive (Judiska Församlingen) qui compte trois synagogues, la Grande Synagogue de rite massorti (traditionaliste) et deux autres de rite orthodoxe.
En 2013, le contrat du rabbin massorti de la Grande Synagogue David Lazar n'a pas été renouvelé car il avait célébré en 2012 un mariage entre deux hommes.

## Galerie

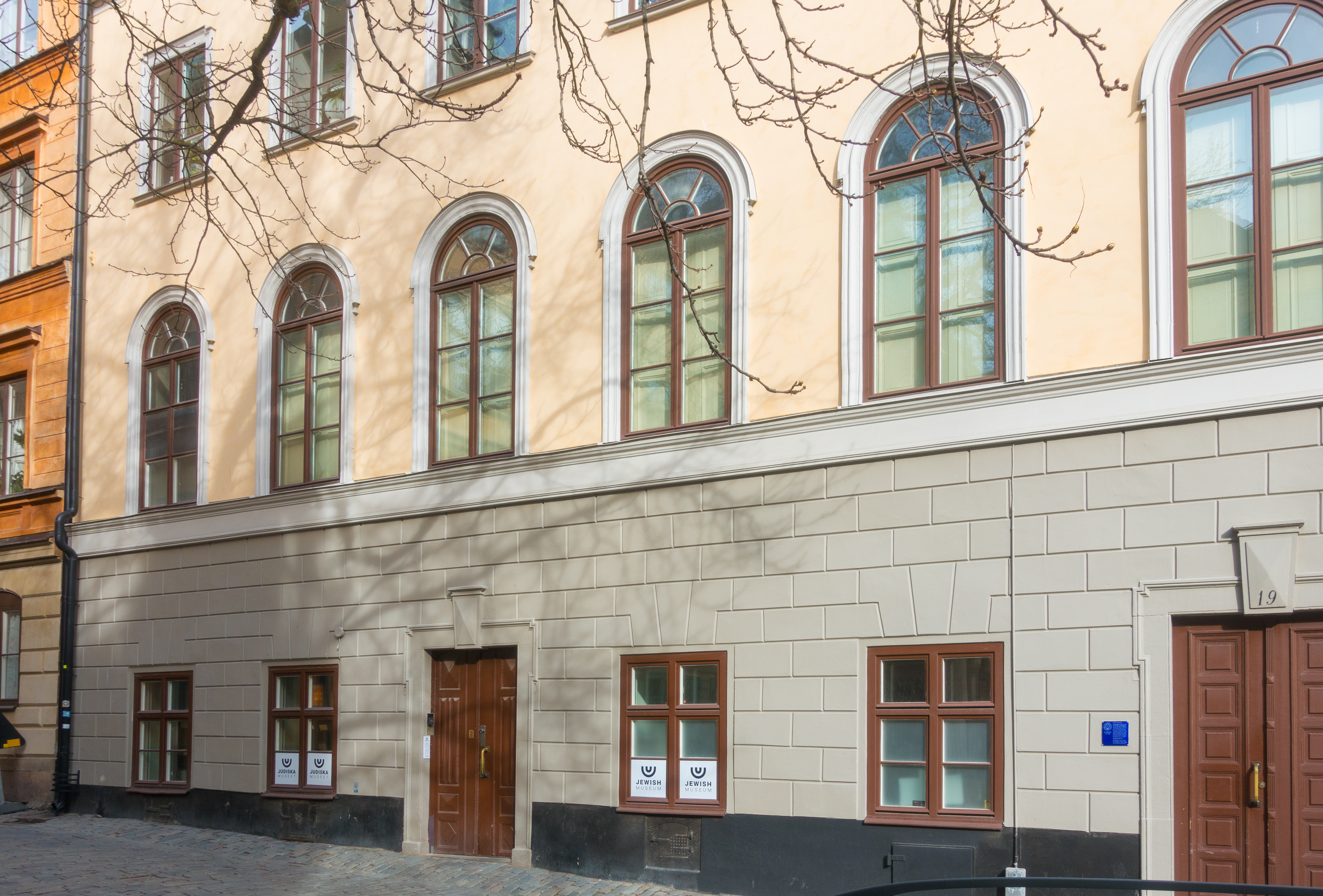
Musée juif (Judiska museet) de Suède dans la vieille ville de Stockholm
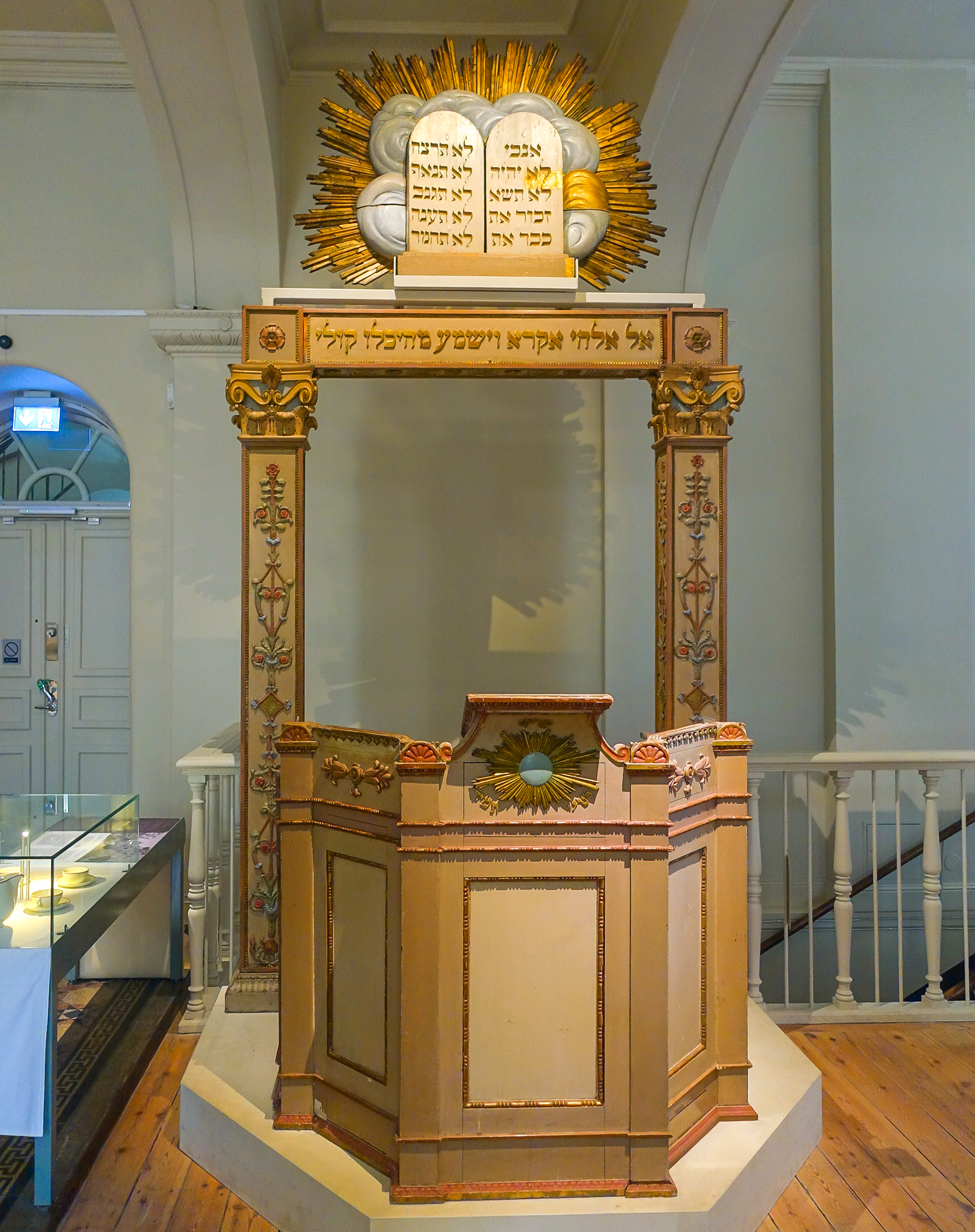
Hebraïca
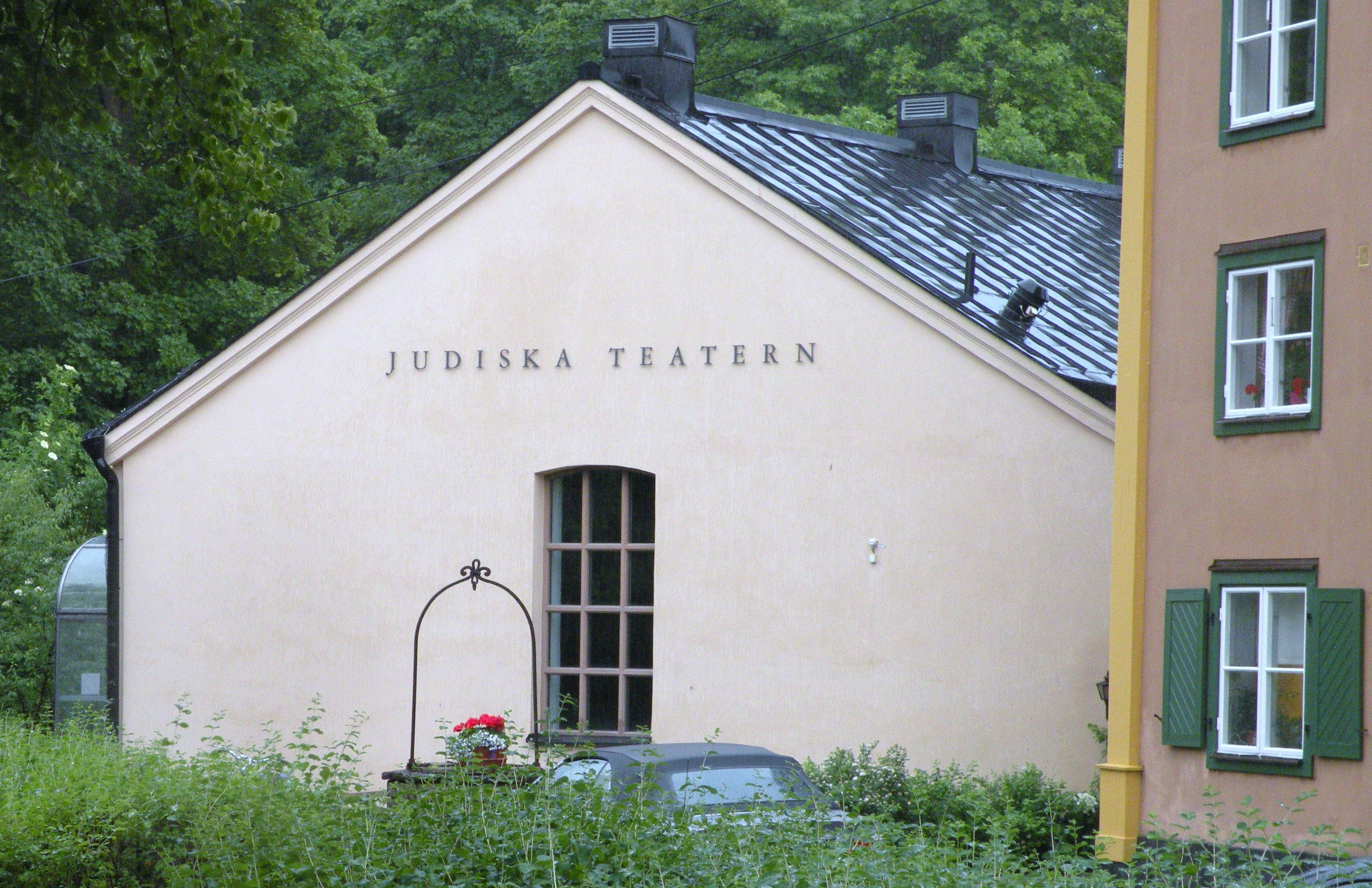
Théâtre juif (Judiska teatern) à Stockholm

## Personnalités
- Nelly Sachs (1891-1978), née à Berlin et devenue suédoise, remporte le prix Nobel de littérature en 1966, pour son œuvre sur la Shoah.